# Gouvernorat du 6 Octobre

Localisation du gouvernorat du 6 octobre

Le gouvernorat du 6 octobre est un ancien gouvernorat de l'Égypte. Il se situait dans le centre du pays et sa capitale était la ville du 6 Octobre.
Créé en avril 2008 par décret présidentiel à la suite de la scission du gouvernorat de Gizeh, il est dissous par le Premier ministre par intérim Essam Charaf le 14 avril 2011 pour faire à nouveau part du gouvernorat de Gizeh, ramenant ainsi la situation telle qu'elle l'était jusqu'en avril 2008. Le même jour est aussi annoncée la dissolution du gouvernorat de Helwan, créé lui aussi en avril 2008,.